# Hel (Polen)
Hel ([ˈxɛl]; Duits: Hela) is een stad in het Poolse woiwodschap Pommeren, gelegen in de powiat Pucki en op het schiereiland Mierzeja Helska. De oppervlakte bedraagt 21,27 km², het inwonertal 4136 (2005), de bevolkingsdichtheid bedraagt 194,5 per km² en van de inwoners is 48,8% vrouw.
Hel ligt op het gelijknamige schiereiland. Ze kreeg in de 13e eeuw stadsrechten. De Sint-Petrus-en-Pauluskerk is in de 15e eeuw gebouwd.

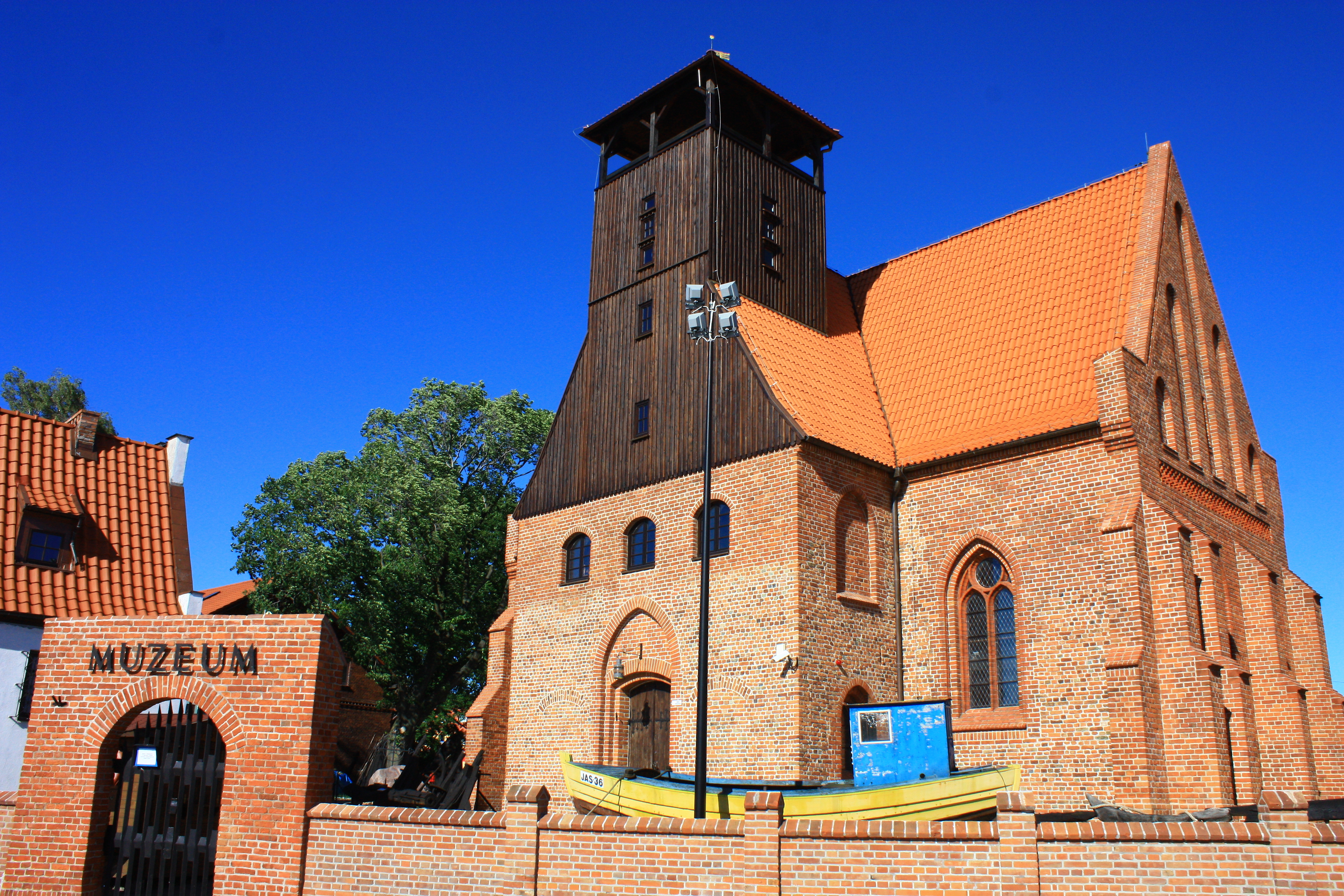
De Sint-Petrus-en-Pauluskerk, nu visserijmuseum

Hel heeft tot meerdere landen behoord. Na de deling van Polen is ze door Pruisen geannexeerd. Na de Eerste Wereldoorlog werd Hel, als resultaat van de vrede van Versailles, aan Polen toegekend.
Voor de Tweede Wereldoorlog werd het schiereiland sterk gefortificeerd, en de toegang tot de plaats was beperkt.
Tijdens de Duitse invasie in Polen in 1939 (Fall Weiss) werd er hevig gevochten op het schiereiland en rondom de stad. Uiteindelijk verloren de Polen op 2 oktober 1939 de slag om Hel.
Hel is tegenwoordig een badplaats en een populaire weekendbestemming van inwoners uit de nabijgelegen driestad-agglomeratie. Er is ook een militaire marinebasis.

## Naam
De naam Hel is afkomstig van het schiereiland; de etymologie is onzeker. Hij kan afkomstig zijn van het Oudpoolse hyl/hel, wat ´lege kale plaats´ betekent. De naam kan ook van Germaanse afkomst zijn en verwant zijn aan het Nederlandse hiel. Omdat de naam in veel Germaanse talen, waaronder het Engels, een homoniem met hel is, trekt de stad toeristen aan, die hiervoor zelfs buslijn 666 kunnen nemen. Vanwege kritiek uit katholieke hoek is deze buslijn hernummerd.

## Verkeer en vervoer
- Station Hel
- Station Hel Bór (gesloten in 1979)